# Khepresh

Vương miện khepresh

Khepresh (tiếng Ai Cập: ḫprš), hay còn gọi là Vương miện Xanh, là một dạng mũ đội đầu của các Pharaon Ai Cập cổ đại, đặc biệt phổ biến vào thời kỳ Vương triều thứ 18. Cũng như những vương miện thường thấy khác của Pharaon, biểu tượng rắn hổ mang uraeus được đính vào phía trước mũ khepresh.

## Lịch sử

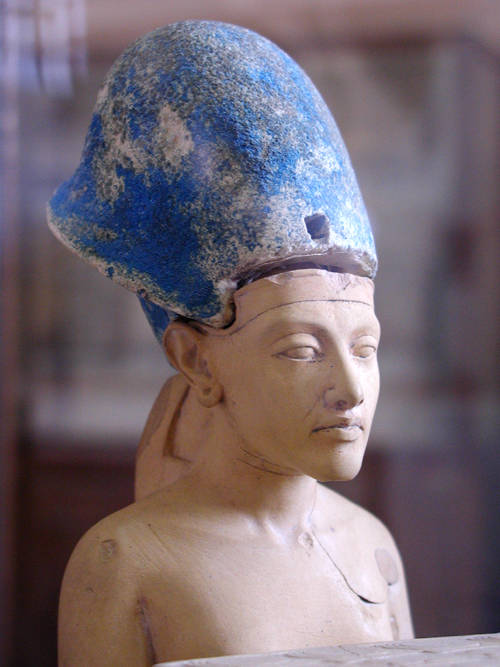
Tượng Akhenaten đội mũ khepresh (Bảo tàng Ai Cập)

Mặc dù hình ảnh của mũ khepresh xuất hiện lần đầu tiên vào thời kỳ Tân Vương quốc, một bằng chứng cho thấy chiếc mũ này đã có từ Thời kỳ Chuyển tiếp thứ Hai, đó là tấm bia mang số hiệu CG20799 (số cũ: JE59635, hiện lưu giữ tại Bảo tàng Ai Cập) của Pharaon Neferhotep III, vị vua cai trị trong khoảng năm 1629–1628 TCN. Một dòng ký tự tượng hình trên bia mô tả nhà vua "được tô điểm với chiếc mũ khepresh" sau khi dẹp yên giặc ngoại xâm và quân phiến loạn.
Ahmose I, vị vua sáng lập Vương triều thứ 18 (cũng là vua đầu tiên của thời kỳ Tân Vương quốc), là người đã đội loại mũ có nhiều nét tương đồng với khepresh dạng chuẩn, có lẽ là một dạng ban đầu của mũ này nhưng có nhiều góc cạnh hơn. Amenhotep I, con trai và là người kế vị Ahmose I, đã đội dạng mũ gần giống khepresh nhất, với đỉnh đầu tròn và lõm ở sau. Chiếc mũ này dần hoàn thiện khi có thêm một vành cong ở phía trước tai, đã được đội bởi Nữ vương Hatshepsut và Pharaon Thutmose III. Trong một khoảng thời gian sau đó, mũ khepresh biến mất cho đến khi nó xuất hiện trở lại dưới thời Amarna của Pharaon Akhenaten; không những vậy, khepresh còn dành cho cả nữ giới, vì Vương hậu Nefertiti và các công chúa con bà đã đội vương miện này. Thời kỳ Vương triều thứ 19 và thứ 20, khepresh là vương miện chính thức của các pharaon Ramesses.

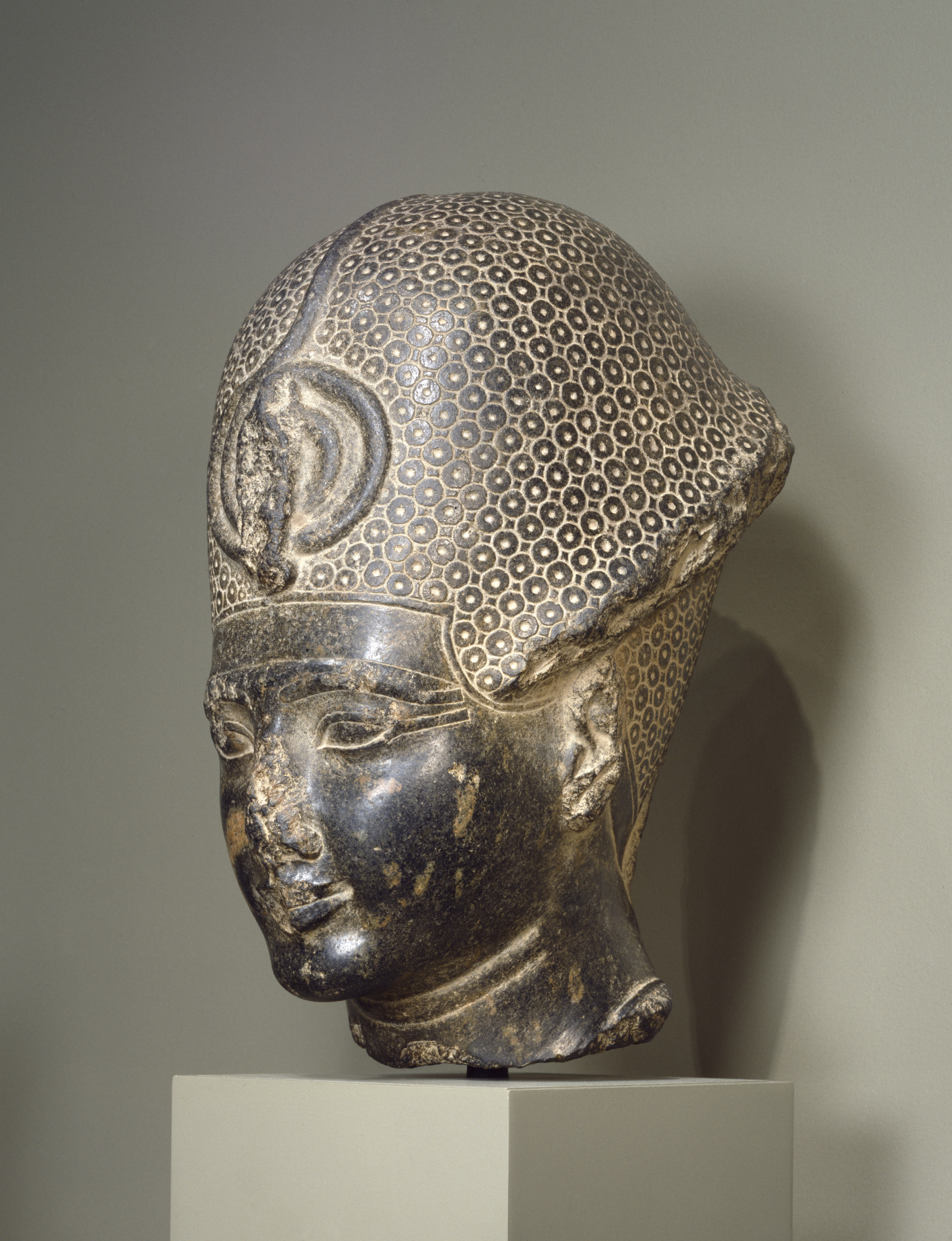
Đầu tượng của Amenhotep III, sau bị Ramesses II chiếm đoạt

Khepresh không còn xuất hiện vào Vương triều thứ 25, thời kỳ mà các vua của Vương quốc Kush cai trị cả Ai Cập, thay vào đó là một dạng mũ trùm đầu bo tròn hoàn toàn ở đỉnh và thường đính đến hai uraeus.

## Ý nghĩa
Ngoài các dịp ăn mừng chiến thắng quân sự, mũ khepresh còn được các pharaon đội trong nghi lễ đăng quang. Chính vì vậy, Khepresh mang biểu tượng là "người kế vị của Amun-Ra", cho thấy pharaon là hiện thân của thần thánh và thay mặt họ cai trị dương gian.

## Chất liệu
Không có bất kỳ hiện vật nào của mũ khepresh được tìm thấy. Theo một số nhà Ai Cập học suy đoán, khepresh được làm từ một loại vải thô cứng hoặc bằng da, trên mũ đính các kim sa tròn.
Trên các phù điêu hoặc tượng, mũ khepresh được sơn màu xanh dương, hiếm gặp hơn là màu đen.

## Hình ảnh

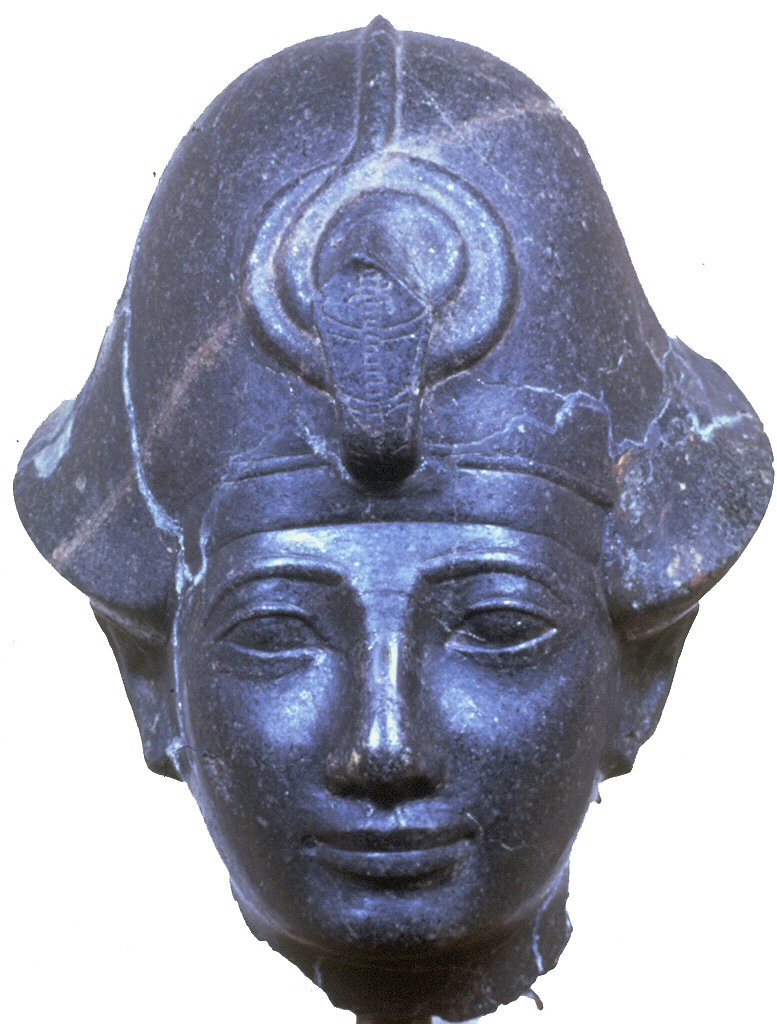
Đầu tượng Amenhotep II (Bảo tàng Nghệ thuật Dallas)
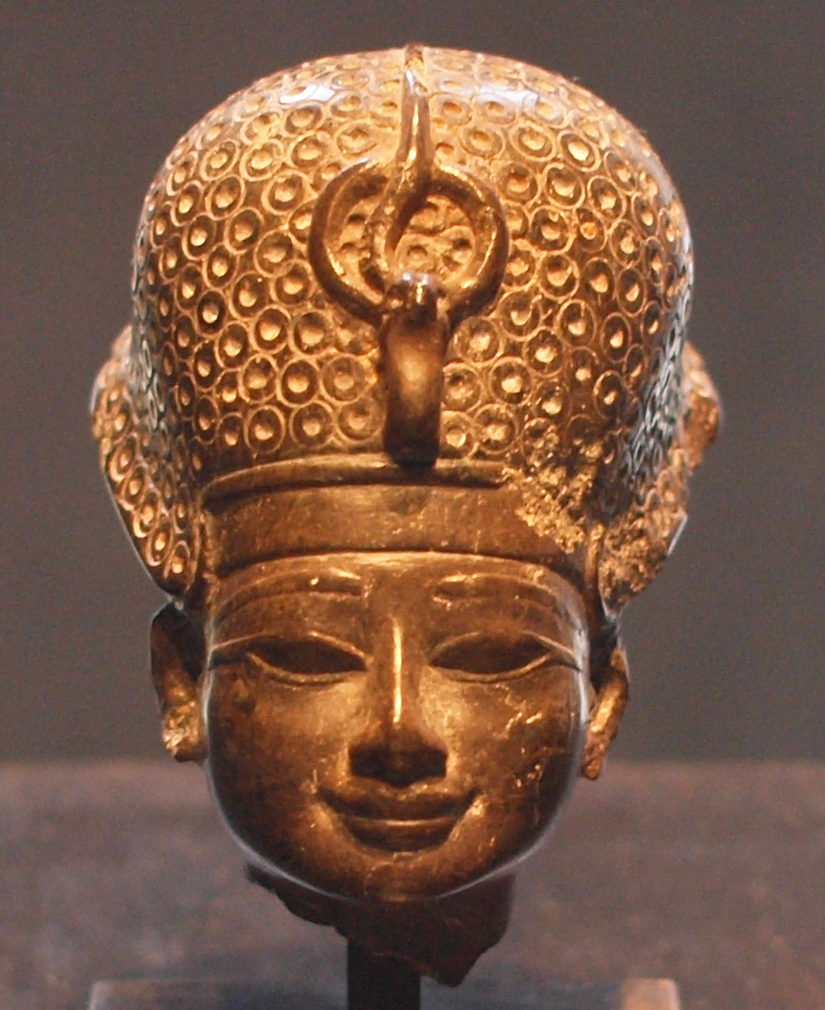
Đầu tượng Thutmose IV
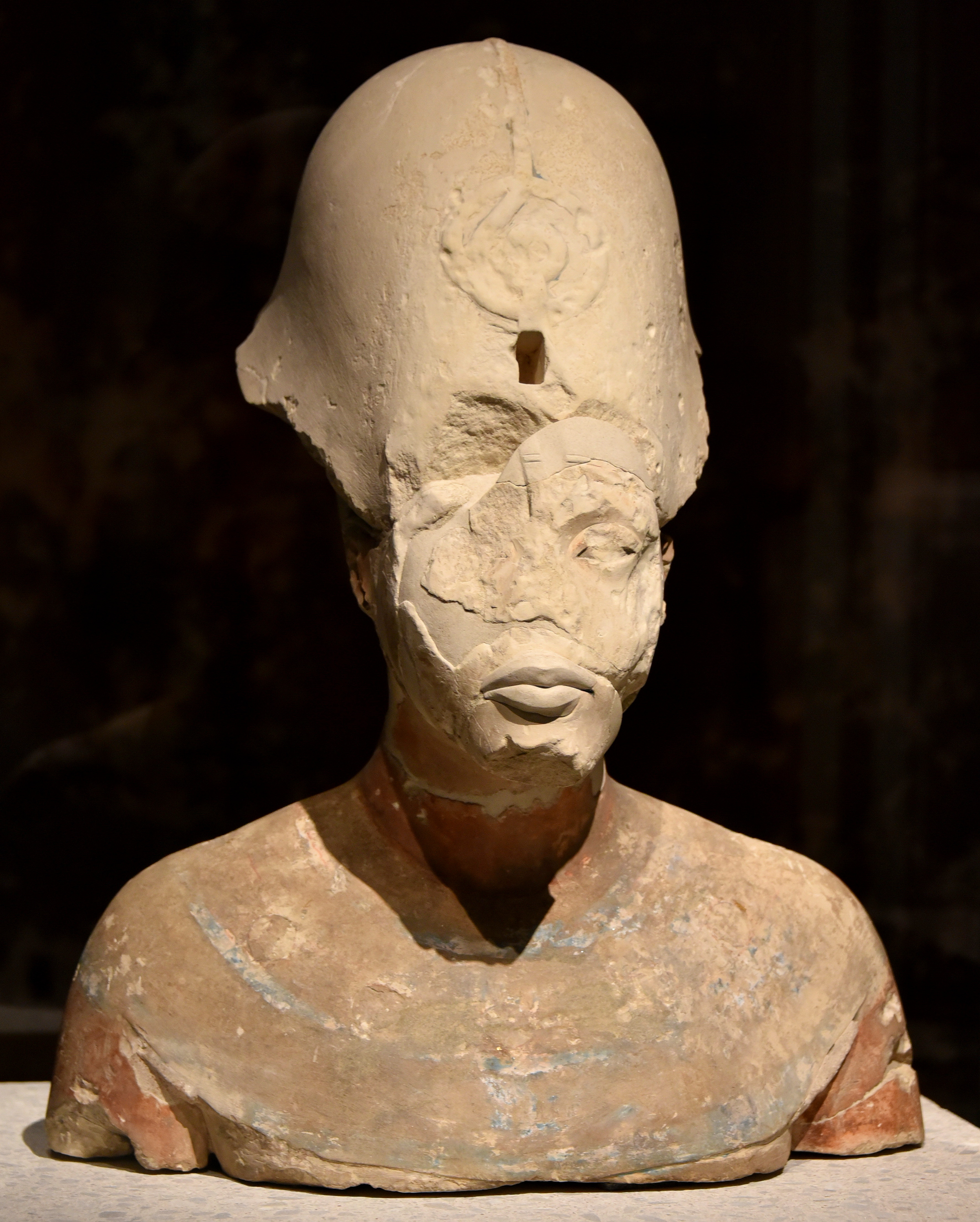
Tượng đá vôi của Akhenaten (Bảo tàng Neues)
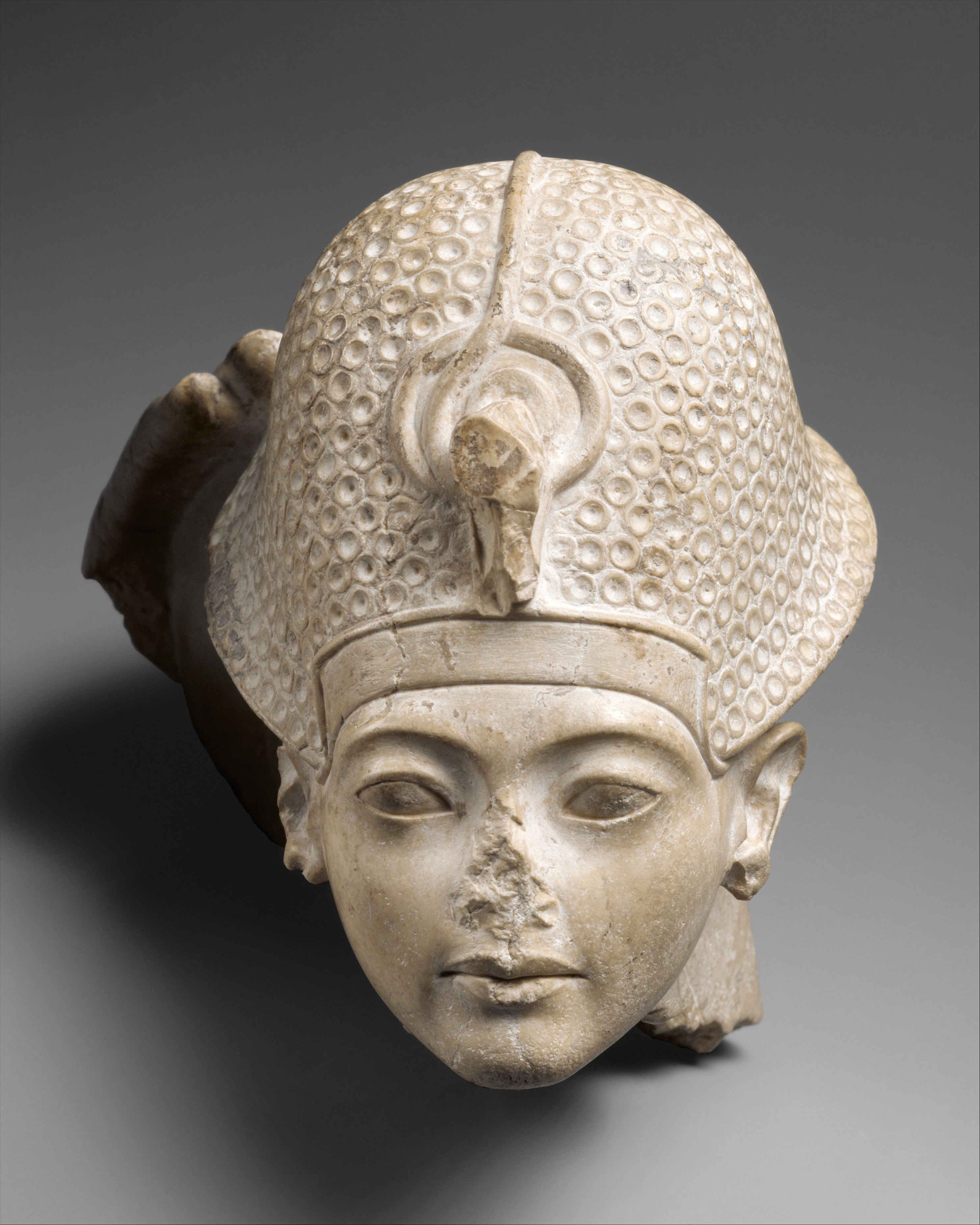
Đầu tượng Tutankhamun
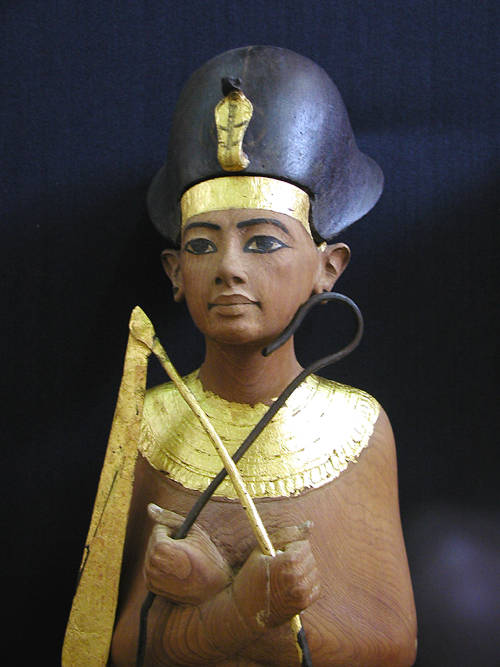
Tượng ushabti của Tutankhamun
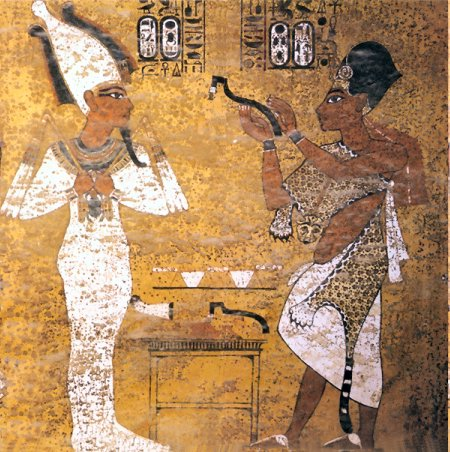
Ay (bên phải), phù điêu trên tường mộ KV62
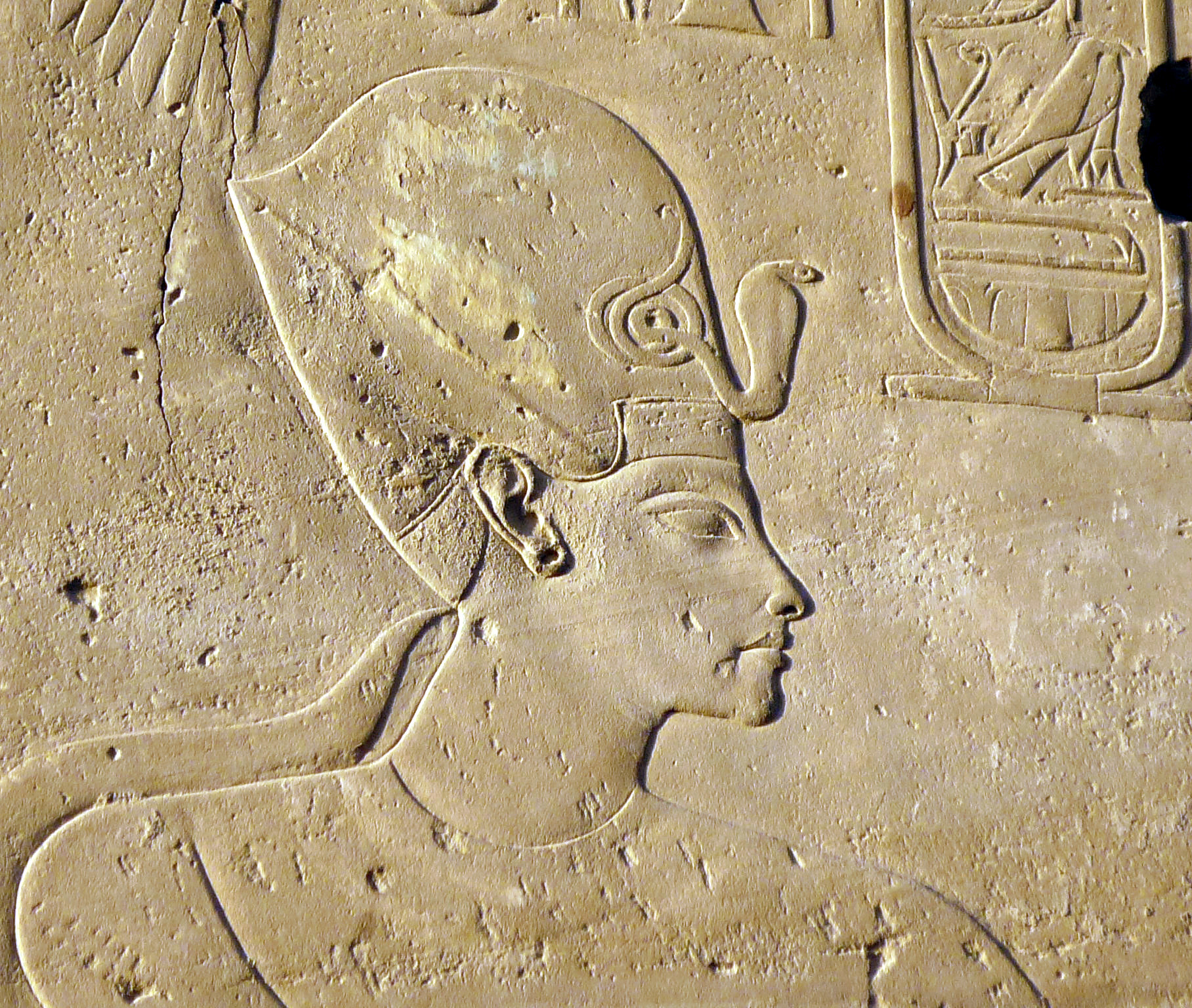
Phù điêu Horemheb tại đền Luxor
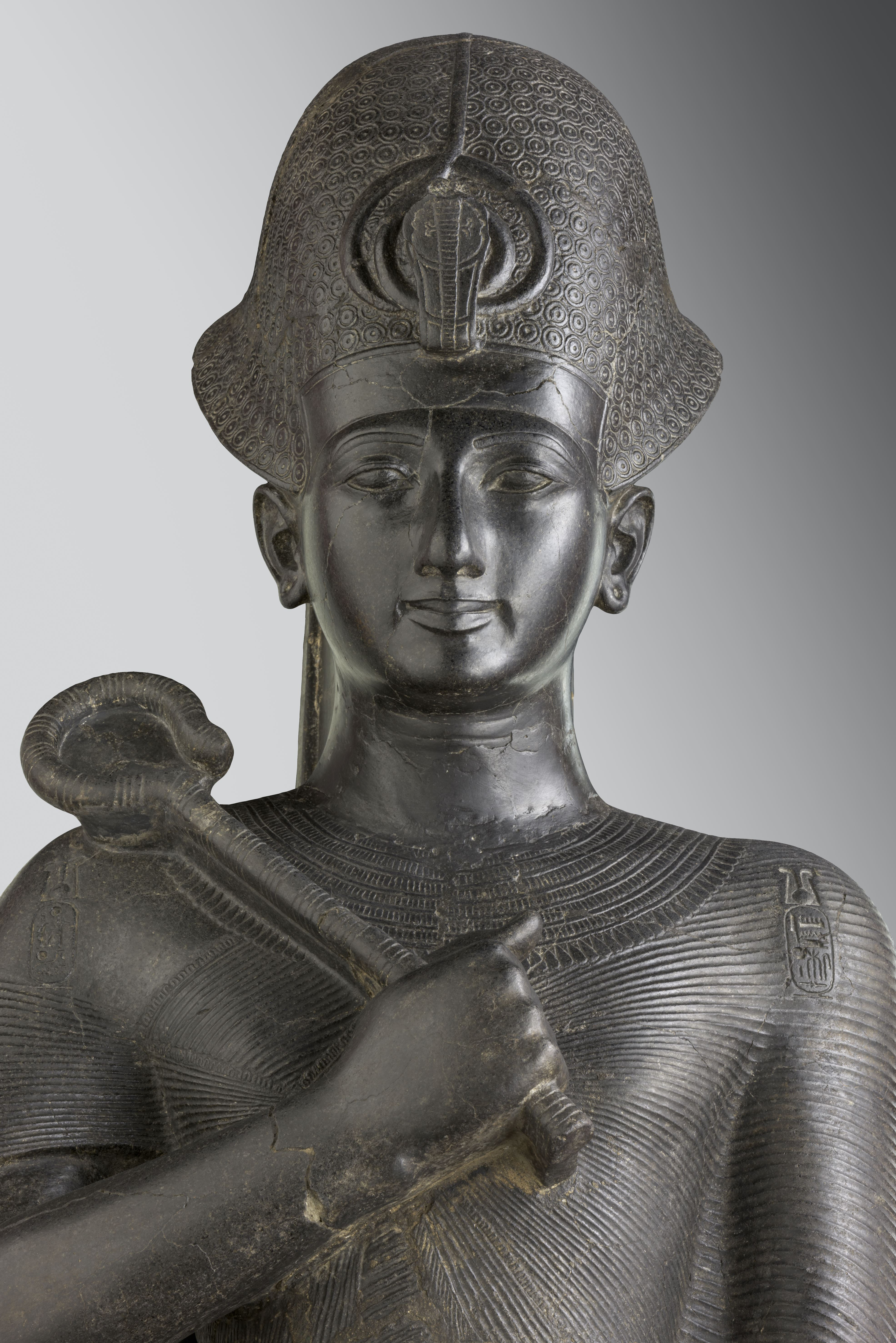
Tượng Ramesses II (Bảo tàng Museo Egizio, Ý)
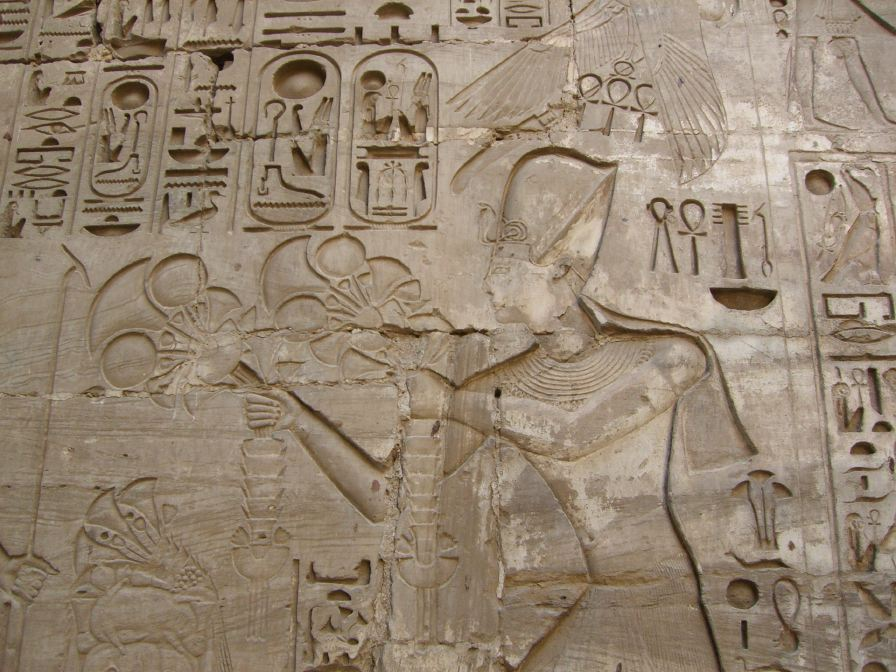
Phù điêu Ramesses IV tại đền Karnak
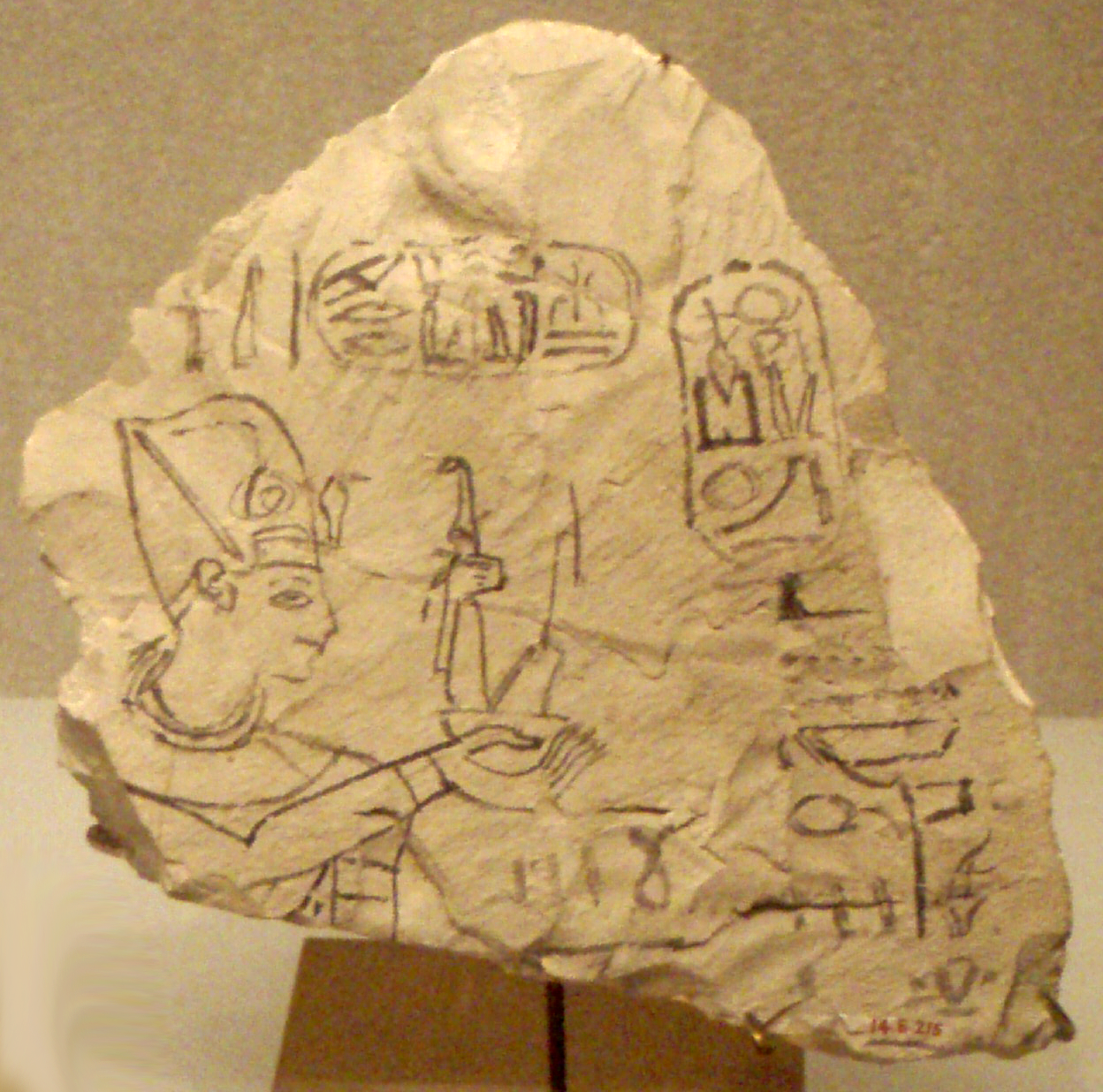
Phù điêu mô tả Ramesses IX